# Molí de Boixadera
El Molí de Boixadera és una obra de Cabó (Alt Urgell) protegida com a Bé Cultural d'Interès Local.

## Descripció
El molí de la Boixadera és una estructura construïda la riba esquerra del riu Cabó, entre els nuclis de Cabó i el Vilar de Cabó, a trenta metres a ponent del pont i aqüeducte de Boixadera, des del qual s'hi accedeix.
S'arriba al molí des de la casa de Boixadera, accessible des d'un trencall situat al nord de la carretera d'Organyà a Cabó.
El molí és un edifici de planta rectangular orientat en sentit nord-est - sud-oest i adaptat al desnivell del vessant on està construït. Presenta una coberta de teula d'un sol vessant, refeta recentment. Al nivell de l'arrencada de la coberta i un trebol de fusta que separa el recinte del molí en dos nivells: l'inferior, que és de el de la molta pròpiament dit, i un espai sota teulada.
La porta d'accés es troba a la façana de llevant. És una porta amb llinda de fusta, de perfil rectangular, que tanca amb un batent de fusta. Es troba centrada a la façana de llevant, a la qual s'obre una segona obertura quadrangular, també amb llinda de fusta, al pis superior, a la cantonada dreta, segons el punt de vista de l'espectador. El rec que alimenta d'aigua el molí passa per un nivell superior, seguint un recorregut paral·lel a l'eix de simetria de la planta de l'edifici. L'aigua que movia les dues moles del molí baixava al molí a través de dos canals que sortien en perpendicular del rec, els quals penetraven per la façana nord. L'aigua sortia del molí per dos carcabans practicats al peu de la façana sud del molí, que es troba gairebé a nivell de l'aigua, els quals són en arc de mig punt amb dovelles toscament desbastades per adaptar-les a aquesta funció. A la part alta del mur de migdia hi ha una petita finestra de perfil rectangular. És l'única obertura que dona llum al conjunt. El parament és força irregular, a base de còdols de riu i pedra sense treballar, unida amb morter de calç, amb una disposició totalment irregular.
La maquinària del molí es troba en un estat força acceptable. Es tracta d'un molí de dues moles que conserva la cabra que serveix per canviar la mola volandera, dues tremuges de fusta per on es buidava el gra, i dos riscles o caixes, també de fusta, que acullen les dues moles volanderes, situades sobre una plataforma sobreelevada dins de la planta de l'edifici, a la qual s'accedeix pujant tres graons.

## Història
No coneixem dades cronològiques de la construcció del molí. Pel lloc on està emplaçat així com les característiques de les moles fan pensar en una instal·lació del segle xix. Se sap que existia un molí de Boixadera en funcionament entre 1882 i 1883.
Durant el segle XX es feia servir només després de la collita. Segons fonts orals hi portaven a moldre el gra més dolent, el que quedava al fons després de la batuda barrejat amb les pedretes. Aquesta farina es feia servir per a alimentar les gallines.